# Wolfgang Hoppe
Wolfgang Hoppe (Apolda, RDA, 14 de noviembre de 1957) es un deportista alemán que compitió para la RDA en bobsleigh en las modalidades doble y cuádruple.
Participó en cuatro Juegos Olímpicos de Invierno, obteniendo en total seis medallas: dos oros en Sarajevo 1984, en las pruebas doble (junto con Dietmar Schauerhammer) y cuádruple (con Roland Wetzig, Dietmar Schauerhammer y Andreas Kirchner); dos platas en Calgary 1988, en las pruebas doble (con Bogdan Musiol) y cuádruple (con Dietmar Schauerhammer, Bogdan Musiol e Ingo Voge); plata en Albertville 1992, en el cuádruple (con Bogdan Musiol, Axel Kühn y René Hannemann) y bronce en Lillehammer 1994, en el cuádruple (con Ulf Hielscher, René Hannemann y Carsten Embach).
Ganó 14 medallas en el Campeonato Mundial de Bobsleigh entre los años 1983 y 1997, y 8 medallas en el Campeonato Europeo de Bobsleigh entre los años 1985 y 1996.

## Palmarés internacional
| Representando a la RDA   |                              |                   |           |
| Juegos Olímpicos         |                              |                   |           |
| Año                      | Lugar                        | Medalla           | Prueba    |
| 1984                     | Sarajevo (Yugoslavia)        | Medalla de oro    | Doble     |
| 1984                     | Sarajevo (Yugoslavia)        | Medalla de oro    | Cuádruple |
| 1988                     | Calgary (Canadá)             | Medalla de plata  | Doble     |
| 1988                     | Calgary (Canadá)             | Medalla de plata  | Cuádruple |
| Campeonato Mundial       |                              |                   |           |
| Año                      | Lugar                        | Medalla           | Prueba    |
| 1983                     | Lake Placid (Estados Unidos) | Medalla de bronce | Doble     |
| 1985                     | Cervinia (Italia)            | Medalla de oro    | Doble     |
| 1986                     | Königssee (RFA)              | Medalla de oro    | Doble     |
| 1987                     | Sankt Moritz (Suiza)         | Medalla de plata  | Cuádruple |
| 1987                     | Sankt Moritz (Suiza)         | Medalla de bronce | Doble     |
| 1989                     | Cortina d'Ampezzo (Italia)   | Medalla de oro    | Doble     |
| 1989                     | Cortina d'Ampezzo (Italia)   | Medalla de bronce | Cuádruple |
| 1990                     | Sankt Moritz (Suiza)         | Medalla de bronce | Doble     |
| Campeonato Europeo       |                              |                   |           |
| Año                      | Lugar                        | Medalla           | Prueba    |
| 1985                     | Sankt Moritz (Suiza)         | Medalla de plata  | Doble     |
| 1985                     | Sankt Moritz (Suiza)         | Medalla de plata  | Cuádruple |
| 1986                     | Igls (Austria)               | Medalla de oro    | Doble     |
| 1987                     | Cervinia (Italia)            | Medalla de oro    | Doble     |
| 1987                     | Cervinia (Italia)            | Medalla de oro    | Cuádruple |
| 1989                     | Winterberg (RFA)             | Medalla de plata  | Doble     |
| Representando a Alemania |                              |                   |           |
| Juegos Olímpicos         |                              |                   |           |
| Año                      | Lugar                        | Medalla           | Prueba    |
| 1992                     | Albertville (Francia)        | Medalla de plata  | Cuádruple |
| 1994                     | Lillehammer (Noruega)        | Medalla de bronce | Cuádruple |
| Campeonato Mundial       |                              |                   |           |
| Año                      | Lugar                        | Medalla           | Prueba    |
| 1991                     | Altenberg (Alemania)         | Medalla de oro    | Cuádruple |
| 1991                     | Altenberg (Alemania)         | Medalla de bronce | Doble     |
| 1993                     | Igls (Austria)               | Medalla de bronce | Doble     |
| 1995                     | Winterberg (Alemania)        | Medalla de oro    | Cuádruple |
| 1996                     | Calgary (Canadá)             | Medalla de bronce | Cuádruple |
| 1997                     | Sankt Moritz (Suiza)         | Medalla de oro    | Cuádruple |
| Campeonato Europeo       |                              |                   |           |
| Año                      | Lugar                        | Medalla           | Prueba    |
| 1995                     | Altenberg (Alemania)         | Medalla de oro    | Cuádruple |
| 1996                     | Sankt Moritz (Suiza)         | Medalla de plata  | Cuádruple |